# Legio IV Parthica
Legio IV Parthica (IV Паф'янський легіон) — римський легіон часів пізньої імперії.

## Історія
Сформовано у 300 році (разом з Legio V Parthica та Legio VI Parthica) імператором Діоклетіаном для зміцнення східного кордону імперії. Назва — Парф'янський — свідчить про подовження римської традиції називати Східне царство Парфією, незважаючи на те, що там вже постала Персія династії Сасанідів. Сам легіон утворено відокремленням частини IV Скіфського легіону, якій надано статус повноцінного легіону. За чисельністю він становив близько 1200-1500 легіонерів.
Спочатку легіон став табором у м. Цирцезія (сучасне м. Бусейра, Сирія) в провінції Осроена. Тут виконував обо'язки лімітанів (прикордонних військ). Забезпечував тили під час війн з Персією за часів імператорів Костянтина I. У 350-х роках зазнав суттєвих втрат за час відсутності на сході імператора Констанція II.
У 363 році легіон брав участь у великому поході проти Персії у складі армії імператора Юліана. За часи імператора Валента забезпечував захист кордонів, окремі його частини брали участь у поході проти узурпатора Прокопія. Втім, не був задіяний у поході 378 року проти готів.
На початку V ст. відповідно до Переліку почесних посад (Notitia Dignitatum) залишався у Цирцезії й підпорядковувався дуксу Осроени.
За часів Візантійської імперії легіон переміщено до м. Берое (сучасне м.Алеппо, Сирія). Остання згадка про цей легіон датується часом володарювання імператора Маврикія.